# El Cuartel Quinto
El Cuartel Quinto är en ort i Mexiko.   Den ligger i kommunen Senguio och delstaten Michoacán de Ocampo, i den södra delen av landet, 130 km väster om huvudstaden Mexico City. El Cuartel Quinto ligger 2 456 meter över havet och antalet invånare är 263.
Terrängen runt El Cuartel Quinto är kuperad. Runt El Cuartel Quinto är det ganska tätbefolkat, med 192 invånare per kvadratkilometer. Närmaste större samhälle är Maravatío, 19,2 km nordväst om El Cuartel Quinto. I omgivningarna runt El Cuartel Quinto växer huvudsakligen savannskog.